# 封常清
封 常清（ほう じょうせい、生年不詳 - 天宝14載12月18日（756年1月24日））は、唐の武将。西域で高仙芝に従い、功績をあげたが、安史の乱に際し敗戦の罪で処刑された。

## 経歴

### 高仙芝とともに
蒲州猗氏県（現在の山西省運城市臨猗県）の人で、母方の祖父が流罪になったのに従い、安西に移り住んだ。斜視で足が短く、片足が不自由だった。門番をしていた母方の祖父から読書を学んだが、外祖父の死後は貧しく身寄りもなかった。
30代の時に、都知兵馬使だった高仙芝の才腕と三十人以上の従者を引き連れていることを知り、発憤して彼の従者になることを志願した。封常清はその容貌のために受け入れてもらえなかったが、翌日も志願した。高仙芝は再度拒絶したが、その屋敷の門を朝夕、数十日離れずに懇願したため、高仙芝によって従者に任じられた。
開元29年（741年）、高仙芝の達奚部落討伐に従軍。この時、封常清は、井戸や泉のありか、敵の動きや大きさ、勝利に導いた計略などについての精緻な戦勝報告を作成した。高仙芝は報告したいところが全て書かれていたため、驚愕したといわれる。
判官の劉眺と独孤峻と語りあい、異才が認められ、畳州地下戍主に任じられ、次第に功を重ねて、鎮将、果毅校尉、折衝校尉と昇進していった。
天宝6載（747年）、高仙芝が小勃律国を討ち、安西四鎮節度使に昇進すると、従軍の際の功績によって慶王府録事参軍・節度判官・朝散大夫に任じられた。安西四鎮の倉庫・屯田・武器・営田などに関することを統括し、高仙芝の征討の度に留守を任された。封常清は才覚と学問、決断力があった。この頃、高仙芝の乳母の子である郎将の鄭徳詮が封常清に無礼を働いた。鄭徳詮は高仙芝に兄弟のように扱われ、家のことを全て任せられ、軍に威望があったが、これを処刑した。高仙芝の妻と乳母は泣いて鄭徳詮を救おうとしたが、拒まれたため、高仙芝に伝えた。高仙芝は驚いたが、封常清に一言も問うことはなく、封常清も謝罪しなかったと言う。
また、軍紀を乱した大将を二人撃殺したため、軍人たちは震え上がった。
天宝10載（751年）、高仙芝が河西節度使に転じるとその判官に任じられ、王正見が安西四鎮節度使になった時、安西四鎮支度営田副使・行軍司馬に任じられた。

### 節度使就任後
天宝11載（752年）、王正見が死ぬと、安西副都護・御史中丞・安西四鎮節度使に任命された。
天宝12載（753年）、配下の段秀実の助けもあって大勃律国を降伏させる。
天宝13載（754年）、長安に入り、御史大夫に任命された。また、程千里の後任として、北庭都護・安西四鎮節度使に就任した。封常清は勤勉でつつましく、苦労によく耐え、馬一匹を私物化することなく、その賞罰は厳格で明かであったという
天宝14載（755年）入朝し、安禄山の反乱に対する対応を玄宗に問われ、洛陽に赴き、早期に安禄山の首をとることを明言した。玄宗は、彼を范陽平盧節度使に任命した。
封常清は洛陽で6万の兵を募集したが、兵は市井の寄せ集めであった。河陽橋を絶ち、洛陽の守備を固めたが、12月には安禄山率いる軍は黄河を渡り、陳留を落とし、河南節度使の張介然は処刑されてしまった。続いて、滎陽も落とされ、滎陽郡太守の崔無詖も処刑される。封常清は武牢で安禄山軍の先鋒と交戦したが、本隊が到着し、洛陽の上東門まで退いたが敗れる。安禄山は洛陽に進入し、封常清は都亭駅・宣仁門で敗北を繰り返す。洛陽は陥落し、河南尹の達奚珣は降伏し、李憕・盧奕・蔣清らは捕らえられ処刑された。敗走する際、樹木を倒し、敵を足止めした後、陝郡まで退却したところで、唐軍を率いてきた高仙芝と会う。封常清は、安禄山に勢いの激しさを伝え、潼関を守ることを進言し、高仙芝とともに潼関に退いた。
この時、安禄山の軍について玄宗に上奏しようと長安に向かったが、一兵士に降格させられた上、潼関に戻る勅命を受けた。高仙芝は、封常清に諸軍の監督を行わせた。この時、監軍の辺令誠が二人の敗戦に関する上奏を行ったため、辺令誠に高仙芝と封常清の処刑の詔を与えたという。辺令誠は潼関に着くと、封常清を引き出し、詔勅を示した。封常清は、上奏文を辺令誠に託して、従容として処刑された。多くの人がその死を悲しんだという。高仙芝も続いて同じ場所で処刑されている。

## 伝記資料
- 『旧唐書』巻一百四 列伝第五十四「封常清伝」
- 『新唐書』巻百三十五 列伝第六十「封常清伝」